# Joe Masseria
Joe Masseria (italià: Giuseppe Masseria)  (Menfi, 17 de gener de 1886 - Nova York, 15 d'abril de 1931), conegut com a «Joe the Boss», fou un dels primers caps del crim organitzat a la ciutat de Nova York. S'autoanomenà capo di tutti capi («cap de tots els caps») i es considera que fou el primer a substituir el terme tradicional sicilià de patri («pare») per boss («cap») per referir-se al líder d'una família criminal.
Nascut a Sicília, emigrà als Estats Units d'Amèrica el 1902, amb només setze anys, fugint d'una acusació d'assassinat. A Nova York començà a involucrar-se en activitats delictives que el portarien a escalar ràpidament dins el món del crim. Durant la dècada de 1920, coincidint amb l'entrada en vigor de la Llei Seca, Masseria assolí una posició preeminent dins el crim organitzat gràcies a les seves aliances amb figures com, Charles Luciano, Vito Genovese, Peter Morello, Joe Adonis o Frank Costello.
Les seves aspiracions de poder absolut i els conflictes amb altres caps mafiosos, especialment amb Salvatore Maranzano, desencadenaren la coneguda com a Guerra de Castellammare (1930-1931), una lluita violenta pel control del crim organitzat a Nova York. Aquest conflicte culminà amb l'assassinat de Masseria el 15 d'abril de 1931, en un restaurant de Coney Island, en un complot liderat pel seu propi lloctinent, Charles Luciano, que acabaria convertint-se en una de les figures més influents de la història de la màfia italoamericana.

## Primers anys i arribada als Estats Units
Nascut el 17 de gener de 1886 a Menfi, a la província siciliana d'Agrigent, Giuseppe Masseria fou el vuitè dels onze fills del matrimoni entre Giuseppe Masseria i Vittoria Marseca. Tot i néixer a la població de Menfi, Masseria visqué i passà gran part de la seva infantesa i adolescència a Marsala, una població situada a 65 quilòmetres a l'oest de la seva localitat natal.
Des de jove s'involucrà en activitats delictives fins que a principis del segle XX abandonà Sicília per evitar ser condemnat per un delicte d'assassinat i es traslladà als Estats Units d'Amèrica. El 1895, el pare de Masseria es traslladà als Estats Units, primer vivint a un apartament del seu germà Calogero i situat al número 248-252 de Elizabeth Street i, poc després, a un altre apartament al número 242 del mateix carrer.

## Activitat criminal
Un cop als Estats Units, Masseria s'instal·là a l'apartament de Elizabeth Street on residia el seu pare i, posteriorment, en un apartament al 217 de Forsyth Street, a Manhattan. Es creu que poc després de la seva arrivada començà a involucrar-se en diverses activitats delictives. Es sap que s'uní a la Mà Negra (Black Hand), una organització formada per immigrants italians i dedicada a l'extorsió i segrest d'individus adinerats.
D'altra banda, Masseria dirigia una banda de lladres que es dedicava a cometre robatoris amb força i violència en comerços i domicilis particulars. El 1907 fou detingut per robatori amb força a un apartament de Elizabeth Street però la sentència quedà suspesa. Un any després, el 1908, tornà a ser detingut i fou acusat de pertànyer a la Mà Negra. El 1911 fou novament detingut per intentar robar en una casa de Nova Jersey. No fou fins al 1913 que fou enxampat in fraganti en el robatori d'un establiment d'empenyorament al número 164 de Bowery Street i condemnat a quatre anys i mig de presó, juntament amb, Pietro Lagattuta, un dels seus col·laboradors. El 26 de maig de 1913 ingressà a la presó de Sing Sing, a Ossining, Nova York, on complí condemna fins a finals de 1917.

### Família criminal Masseria
En algun moment de la dècada de 1890, Giuseppe Morello, més conegut com a Peter Morello, fundà l'organització criminal coneguda com a família criminal Morello, una de les primeres organitzacions de tipus mafiós als Estats Units i que, dècades després, seria coneguda com a família criminal Genovese. L'any 1910, després de ser condemnat a 25 anys de presó per falsificació de divises, Morello fou incapaç de mantenir el lideratge des de la presó i es veié forçat a cedir la seva posició de cap a Nicolo "Nick" Terranova.
El febrer de 1920, després que el president Harding li commutés la pena, Peter Morello sortí de la presó federal d'Atlanta i s'integrà en una coalició d'organitzacions criminals liderades per Joe Masseria. L'aliança entre Morello i Masseria fou una unió de conveniència: d'una banda, Morello temia ser assassinat per ordre de Salvatore D'Aquila, i unir-se a una organització poderosa com la de Masseria reduïa aquesta amenaça; de l'altra, Masseria es beneficià de la influència que Morello exercia al barri de Harlem, on acabà establint molts dels seus centres de producció i emmagatzematge de licor clandestí durant la Llei Seca. A principis de la dècada dels anys vint, els germans Terranova també s'uniren a l'organització de Masseria, i un d'ells, Ciro Terranova, juntament amb Peter Morello, esdevingueren lloctinents.

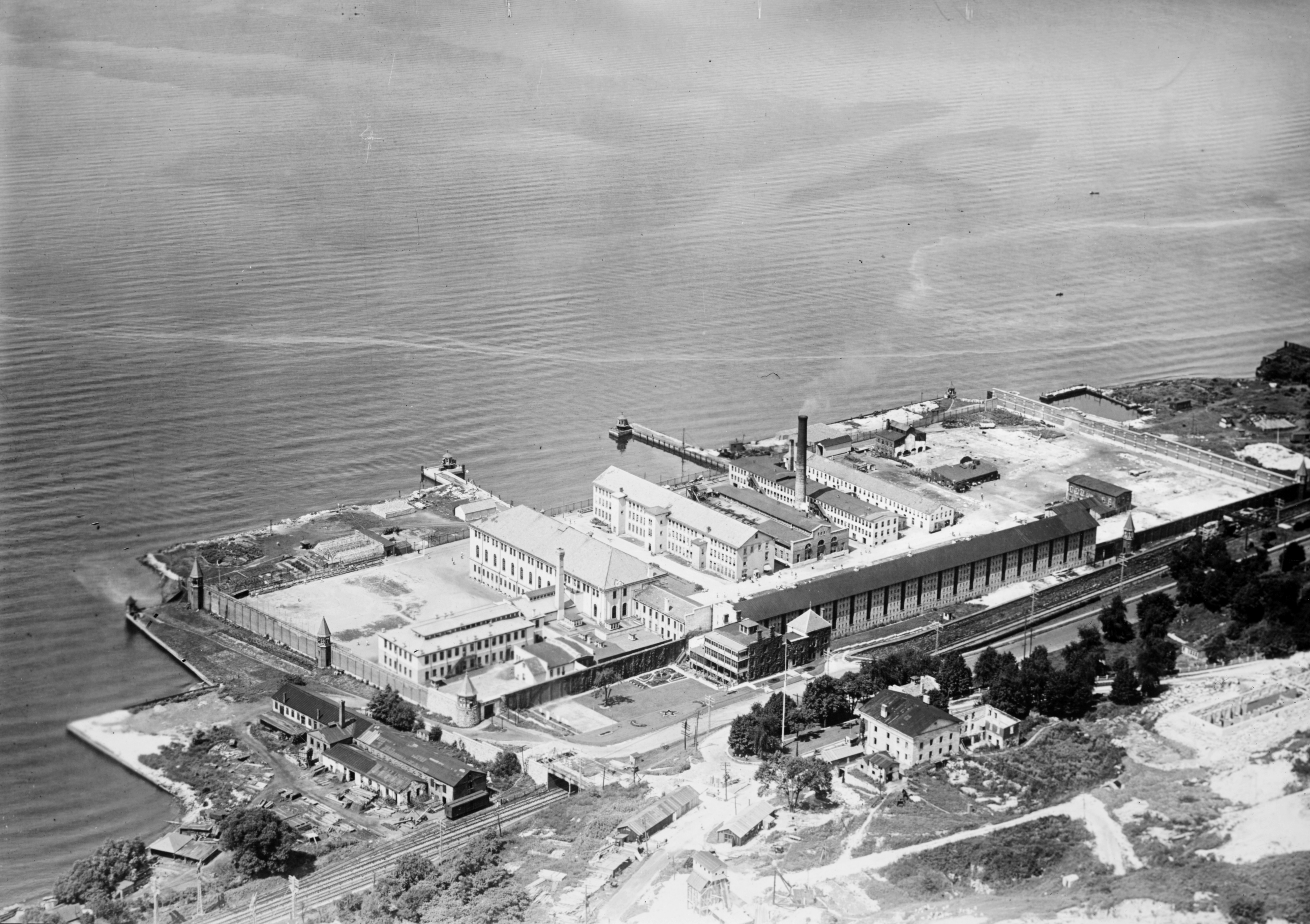
Vista aèria de la presó de Sing Sing, on Masseria complí una condemna de 4 anys i mig de presó.

El temor de Salvatore D'Aquila, cap criminal més important de Nova York, que Morello intentés prendre-li el lideratge de l'organització van portar aquest a ordenar l'assassinat tant de Morello com de Masseria. A més, un cop la Llei Seca entrà en vigor, l'organització de Salvatore D'Aquila tenia interessos en negoci del licor clandestí en zones controlades per Masseria. D'Aquila decidí recórrer a Umberto Valenti, un dels seus homes de confiança, per a matar els seus adversaris.
El 8 de maig de 1922, el mateix dia que Vincenzo Terranova, aliat de Morello, fou abatut a trets al número 338 d'East 116th Street, a Manhattan, Valenti també atempta contra la vida de Masseria. Tres mesos després, el 9 d'agost de 1922, Masseria patí un segon intent d'assassinat, del qual novament en sortí il·lès. Tres dies després, l'11 d'agost de 1922, Valenti fou assassinat a trets a la Second Avenue de Manhattan.
L'èxit de l'organització dirigida per Masseria durant el període de la Llei Seca li proporcionà una influència i poder molt superiors als de rivals com D'Aquila. Durant la dècada dels anys vint, Masseria donà suport a diversos rivals de D'Aquila, a més d'ordenar l'assassinat d'alguns dels seus col·laboradors. Finalment, Salvatore D'Aquila fou abatut a trets el 10 d'octubre de 1928, quan sortia d'un edifici a l'Avinguda A de Manhattan. Es creu que fou Masseria qui n'ordenà l'assassinat, però que l'executor fou Manfredi Mineo, membre de l'organització liderada per D'Aquila, la qual, dos anys més tard i sota el nom de família criminal Mineo, esdevindria aliada de Masseria durant la Guerra de Castellammare.
Sota les ordres de Masseria, la seva organització estigué implicada en negocis com la falsificació de dòlars a gran escala o l'extorsió, però ell personalment no fou mai condemnat per aquest tipus de delictes.

### Llei Seca (1920-1933)
Després de l'entrada en vigor de la coneguda com a Llei Seca, l'organització de Giuseppe Masseria s'involucrà en el negoci il·lícit de la producció, importació, venda i distribució de begudes alcohòliques. Les seves connexions i l'associació amb criminals de l'època com Charles Luciano, Frank Costello, Vito Genovese, Gaetano Pennochio o Mike Miranda, entre d'altres, li van possibilitar l'expansió de la seva organització a barris com Brooklyn, l'Upper West Side, Harlem i el Bronx.
És durant, i gràcies a, la Llei Seca que la família criminal Masseria es convertí en la principal organització criminal italoamericana de Nova York, fet que convertí Giuseppe Masseria en el cap criminal de major importància. És també en aquest període que Masseria passà a ser conegut com a Joe «the Boss» i s'autoproclamà «cap de tots els caps».

### La Guerra de Castellammare (1930-1931)
La Guerra de Castellammare fou un enfrontament armat entre la família criminal Masseria, de l'East Harlem, i el clan de Castellammare, de Brooklyn. Salvatore Maranzano, un criminal originari de Castellammare del Golfo, emigrà als Estats Units en algun moment de la primera meitat dels anys vint i passà a formar part del clan de Castellammare de Brooklyn. A causa del seu passat com a cap criminal a Itàlia, Maranzano es mogué ràpidament i amb certa facilitat dins la jerarquia criminal del clan fins a assolir la posició de sotscap.

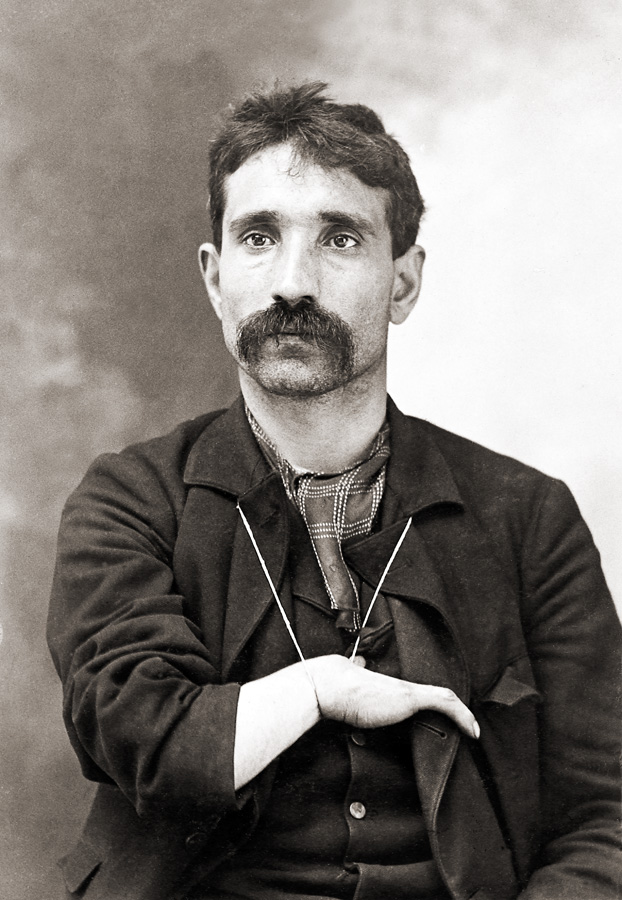
Giuseppe Morello fou la mà dreta de Masseria durant l'època de la Llei Seca, fins al seu assassinat l'any 1930.

Les tensions provocades pel control del negoci del lícor clandestí, el desig de poder absolut de Masseria i la negativa del clan de Castellammare a sotmetre's a les seves demandes van desembocar en l'assassinat, el 31 de maig de 1930, de Gaspare Milazzo, cap criminal de Detroit i aliat del clan de Castellammare. Aquest assassinat fou el detonant de les hostilitats entre ambdós grups. Tanmateix, el líder del clan de Castellammare, Nicolo «Cola» Schiro, accedí a les demandes de Masseria, qui li exigí un pagament de deu mil dòlars i la renúncia al lideratge de l'organització. Schiro acabà abandonant els Estats Units per tornar a la seva Sicília natal. Fou llavors quan Salvatore Maranzano prengué el control de l'organització i s'iniciàren les hostilitats entre ambdós bàndols.
El 15 de juliol de 1930, Vito Bonventre, tiet de Joseph Bonanno i un dels finançadors més destacats del clan de Castellammare, fou assassinat a la porta de casa seva.
Gaetano «Tom» Reina, cap de la família criminal Reina del Bronx, es posicionà a favor del clan de Castellammare, dirigit per Maranzano i, a més, va negar-se a les exigències de Masseria de cedir-li part dels beneficis provinents de la venda de gel.
Poc temps després, el 26 de febrer de 1930, a la sortida d'un restaurant del Bronx, Vito Genovese acabà amb la vida de Reina. Després de l'assassinat, Masseria instal·là Joseph Pinzolo com a cap de la família Reina. Pinzolo, tot i haver estat un individu de confiança de Reina, era proper a Masseria fins al 5 de setembre de 1930, quan fou assassinat a trets a la seva oficina de Broadway, a Manhattan.
El 15 d'agost de 1930, Giuseppe Morello, mà dreta de Masseria i fundador d'una de les primeres organitzacions de tipus mafiós als Estats Units, fou assassinat a trets a la seva oficina del número 352 d'East 116 Street a l'East Harlem. Tot i pertànyer a l'organització de Masseria, Charles Luciano afirmà que foren ell mateix i Albert Anastasia, a través de Frank Scalise i el propi Anastasia, qui mataren Morello. D'altra banda, Joseph Bonanno i Joe Valachi defensaren que l'assassí fou Sebastiano Domingo, un sicari de Chicago contractat per Maranzano.
És després de les morts primer de Morello i després de Pinzolo que Masseria col·loca Manfredi Mineo com el seu conseller i mà dreta, a més de limitar tots els seus desplaçaments. Segons els relats de Luciano i Bonanno, durant aquest període els membres d'ambdós bàndols gairebé no es deixaven veure pels carrers de Nova York i sovint feien vida en cases segures: mentre uns dormien els altres vigilaven.
El 23 d'octubre de 1930, Joseph "Joe" Aiello, cap criminal de Chicago, enemic d'Al Capone i proper a Maranzano, fou assassinat per ordres de Masseria. El 5 de novembre d'aquell mateix any, un dels assassins d'Aiello, cap de la família criminal Mineo de Brookyln i mà dreta de Masseria, Manfredi Mineo, fou abatut a trets juntament amb Stefano Ferrigno a la sortida d'un edifici d'apartaments al Bronx.
Tot i que es produïren morts en ambdós bàndols, l'organització de Masseria fou la que patí més baixes. Es calcula que a principis de 1931 el bàndol de Masseria havia patit entre 40 i 60 morts.

## Atemptats contra la seva vida

### 8 de maig de 1922
El primer atemptat contra la vida de Masseria tingué lloc el 8 de maig de 1922 en una botiga de roba ubicada al número 82 de la Segona Avinguda, al Lower East Side de Manhattan, quan diversos individus l'atacaren a trets. Tot i això, Masseria aconseguí contraatacar i sortir-ne il·lès. Se sospita que els individus que atacaren Masseria foren Umberto Valenti i el seu guardaespatlles, Silva Tagliagamba, qui, de fet, morí en l'enfrontament. Masseria fou detingut en el moment dels fets pel sergent de la policia de Nova York Ed Tracey i acusat d’un delicte d’assassinat, del qual finalment fou absolt.

### 8 d'agost de 1922
El segon intent d'assassinat es produí quan un individu el va acorralar dins una botiga de la Segona Avinguda i li disparà tres trets, dos d'aquests forandant-li el barret. Miraculosament, Masseria els esquivà i novament en va sortir il·lès. L'atemptat es produí prop del domicili de Masseria, al número 80 de la Segona Avinguda, on diversos individus a les ordres de Valenti l'esperaven. Després d'aquest incident, Masseria començà a ser conegut com «l'home que podia esquivar bales».
Després de l'atac, els assaltants van abandonar el lloc obrint foc en direcció a les persones que s'havien apropat per presenciar els fets, i van causar diverses ferides greus entre els vianants. El vehicle utilitzat per a la fugida, un sedan de color blau, es va allunyar a gran velocitat i va ser perseguit per la policia, que finalment en va perdre el rastre.
Quan els detectius del Departament de Policia de Nova York van arribar al domicili de Masseria, el van trobar assegut al llit. Tot i ser interrogat en relació amb l'incident, no va ser detingut.

### 15 d'abril de 1931
Amb l'objectiu de posar fi a la Guerra de Castellammare, Charles Luciano decidí reunir-se amb Salvatore Maranzano per idear l'assassinat de Masseria, prendre el control de l'organització i pactar la pau entre ambdós bàndols.

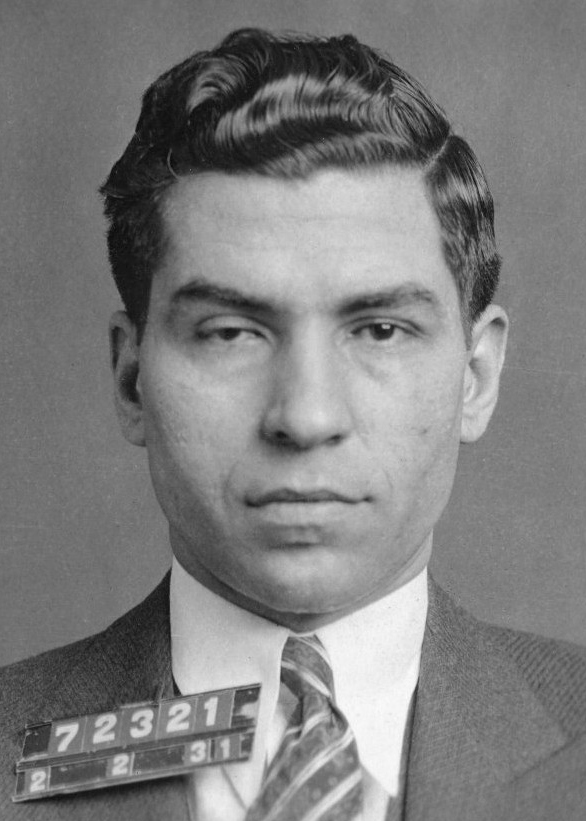
Charles Luciano, estret col·laborador de Masseria, fou qui orquestrà el seu assassinat.

Segons el relat del mateix Luciano, cap al migdia del 15 d'abril de 1931 i des de la mateixa oficina de Masseria, situada a la Segona Avinguda de Manhattan, Luciano utilitzà el telèfon del seu cap per reservar una taula al restaurant Nuova Villa Tammaro, a Coney Island, un dels establiments preferits de Masseria. L'excusa per convidar-lo a dinar fou la celebració d'un pla recentment exposat per Luciano per assassinar diversos lloctinents de Maranzano. Amb el pretext que aquest cop significaria la rendició de l'enemic i la fí del conflicte, Masseria acceptà la invitació.
Tal com relatà el mateix Luciano, després de dinar, suggerí jugar unes partides de Klaberjass i demanà una baralla de cartes a Gerardo Scarpato, copropietari del restaurant i conegut d'alguns criminals de l'època. Poc després d'iniciar la partida, Luciano s'excusà per anar al servei i, mentre era absent, quatre homes armats entraren al restaurant i dispararen a Masseria per l'esquena, causant-li la mort. En sentir els trets, Luciano tornà al menjador del restaurant alertà la policia, al·legant que en el moment dels fets no era a la taula, que no havia vist res i que desconeixia qui podia haver volgut matar el seu amic. Mai no es condemnà ningú per l'assassinat de Masseria, i tampoc se sap si Scarpato col·laborà en el crim. Poc després, Scarpato i la seva família fugiren cap a Itàlia, però tornaren als Estats Units el juny de 1932. El setembre d'aquell mateix any, el cos sense vida de Gerardo Scarpato fou trobat dins una bossa al maleter d'un sedan de color negre estacionat al número 216 del carrer Windsor Place, Brooklyn.
Es creu que l'equip d'assassins estava format per Vito Genovese, Joe Adonis, Albert Anastasia, Bugsy Siegel i Ciro Terranova com a conductor. Segons Luciano, liquidar un cap criminal com Masseria era pràcticament impossible des de fora l'organització, ja que, a causa de les hostilitats, només mantenia contacte amb un cercle molt reduït de col·laboradors, anava sempre acompanyat per diversos guardaespatlles i molt rarament es desplaçava. Quan ho feia, viatjava amb un Cadillac amb carrosseria i finestres blindades.

#### Investigació policial
L'assassinat de Joe Masseria va ser objecte d'una investigació exhaustiva per part del Departament de Policia de Nova York. Hi van participar més de quaranta detectius, que van topar amb la manca de col·laboració dels pocs testimonis disponibles. L'informe policial indicava que tres individus havien acompanyat Masseria al dinar del dimecres 15 d'abril, però no es va poder determinar la identitat de cap d'ells. La troballa de tres barrets i gavardines dins el restaurant Nuova Villa Tamarro va permetre establir que aquests articles s’havien adquirit en diferents establiments de Brooklyn.
Les empremtes dactilars analitzades al vehicle blindat de Masseria i a un altre automòbil que presumptament havia estat utilitzat pels assaltants —i que fou localitzat la matinada del mateix dia al carrer West First Street— no van proporcionar resultats concloents. Tampoc van tenir èxit les perquisicions relacionades amb les armes emprades en el crim, un total de cinc pistoles abandonades dins el cotxe de fugida i en un carrer pròxim a l'escenari dels fets.
El cos sense vida de Masseria va ser traslladat a la morgue del Kings County Hospital, on va ser identificat pel seu fill, James Masseria, de 21 anys, i pel seu cunyat, Carmine Nicarius. Tots dos van ser posteriorment interrogats a la comissaria de policia de Brooklyn.
L’informe forense va concloure que Masseria havia rebut inicialment tres trets per l’esquena, i que encara va tenir temps de girar-se per encarar-se amb els atacants, moment en què va rebre dos trets més, un al coll i un al front.

## Vida personal
Giuseppe Masseria emigrà de Sicília als Estats Units en algun moment de principis del segle XX. Històricament s'ha indicat que la data de la seva arribada al continent americà seria entre els anys 1903 i 1904 però diversos registres censals de l'estat de Nova York apunten que Masseria va arribar als Estats Units el 1901. A l'arribar a Nova York s'instal·là en un apartament del carrer Elizabeth on ja hi vivia el seu pare, de nom també Giuseppe. Poc temps després passà a viure en un altre apartament, al carrer de Forsyth Street, a Manhattan. Ja als Estats Units, Masseria contrauria matrimoni amb Maria Guarino, amb qui tingué el primer dels seus sis fills l'any 1908.
Després de sobreviure al segon intent d'assassinat, el matrimoni Masseria es traslladà de la Segona Avinguda de Manhattan a una casa situada al carrer 61 de Brooklyn, tot i que la seva última residència fou un apartament al carrer West 81st, a la Segona Avinguda de Manhattan.
Segons Joseph Bonanno, Masseria era un home que no solia cuidar el seu aspecte personal i sovint duia la camisa mal posada. Per la seva banda, Charles Luciano, en el seu llibre de memòries, descrigué Masseria com una persona d'un caràcter extremadament violent i irascible. A més, la seva afició desmesurada per àpats abundants li valgué el sobrenom de Joe el golafre (Joe the Glutton).

### Vetlla i enterrament
La vetlla del cos de Joe Masseria va tenir lloc el 18 d’abril de 1931 a la seva residència del número 15 del carrer West 81st, a Manhattan. L’acte, de gran solemnitat, ha estat considerat un precedent per a futurs funerals de destacades figures de la delinqüència organitzada. El taüt, fet de plata massissa i valorat en 15.000 dòlars, va ser transportat en un seguici fúnebre format per seixanta-nou vehicles, setze dels quals decorats amb flors.
La primera parada del recorregut es va fer a l’església italiana de Maria, situada al número 436 de l’East Twelfth Street. Finalment, el cos fou enterrat al mausoleu familiar del cementiri de Calvary, al barri de Queens.

## En la cultura popular

### Pel·lícules
- Els secrets de la Cosa Nostra (1972) - intepretat per Alessandro Sperlì
- Lucky Luciano (1973) - interpretat per Alessandro Sperlì
- Mobsters (1991) - interpretat per Anthony Quinn
- Lansky (1999) - interpretat per Bill Capizzi
- Bonanno: A Godfather’s Story (1999) - interpretat per Tony Calabretta

### Sèries de televisió
- Boardwalk Empire (2010–2014) - interpretat per Ivo Nandi
- The Making of the Mob: New York (2015) - interpretat per Stelio Savante
- The Gangster Chronicles (1981) -  interpretat per Richard Castellano